# 追分機関区
追分機関区（おいわけきかんく）は、かつて北海道勇払郡追分町（現・安平町）にあった日本国有鉄道（国鉄）の車両基地（機関区）である。ここでは後身にあたる乗務員基地の追分運転区についても説明する。

## 概要

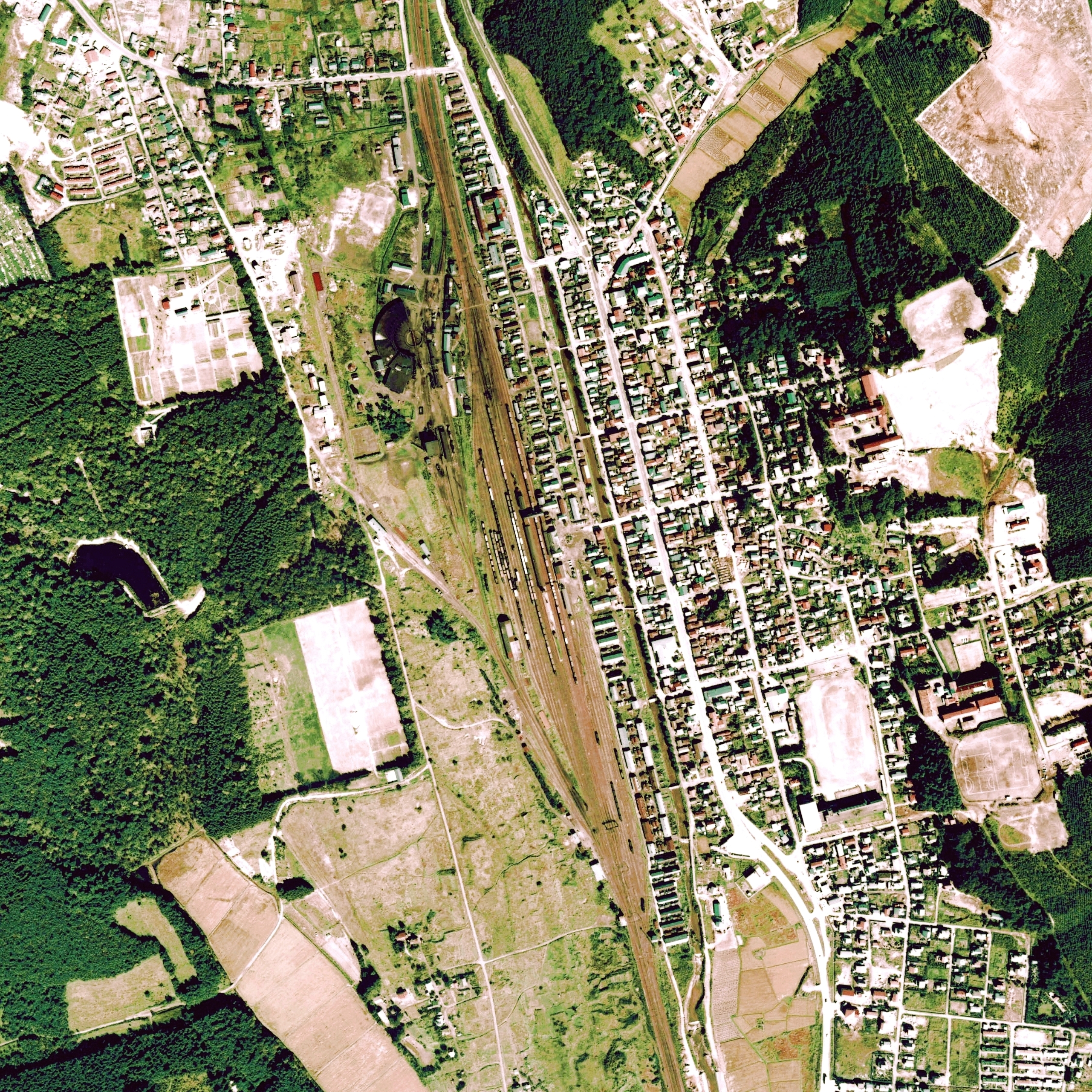
1975年9月の追分駅と周囲1.5km範囲。駅裏北側に追分機関区がある。機関区の大きな扇形車庫は、この写真撮影の約7ヶ月後に焼失した。

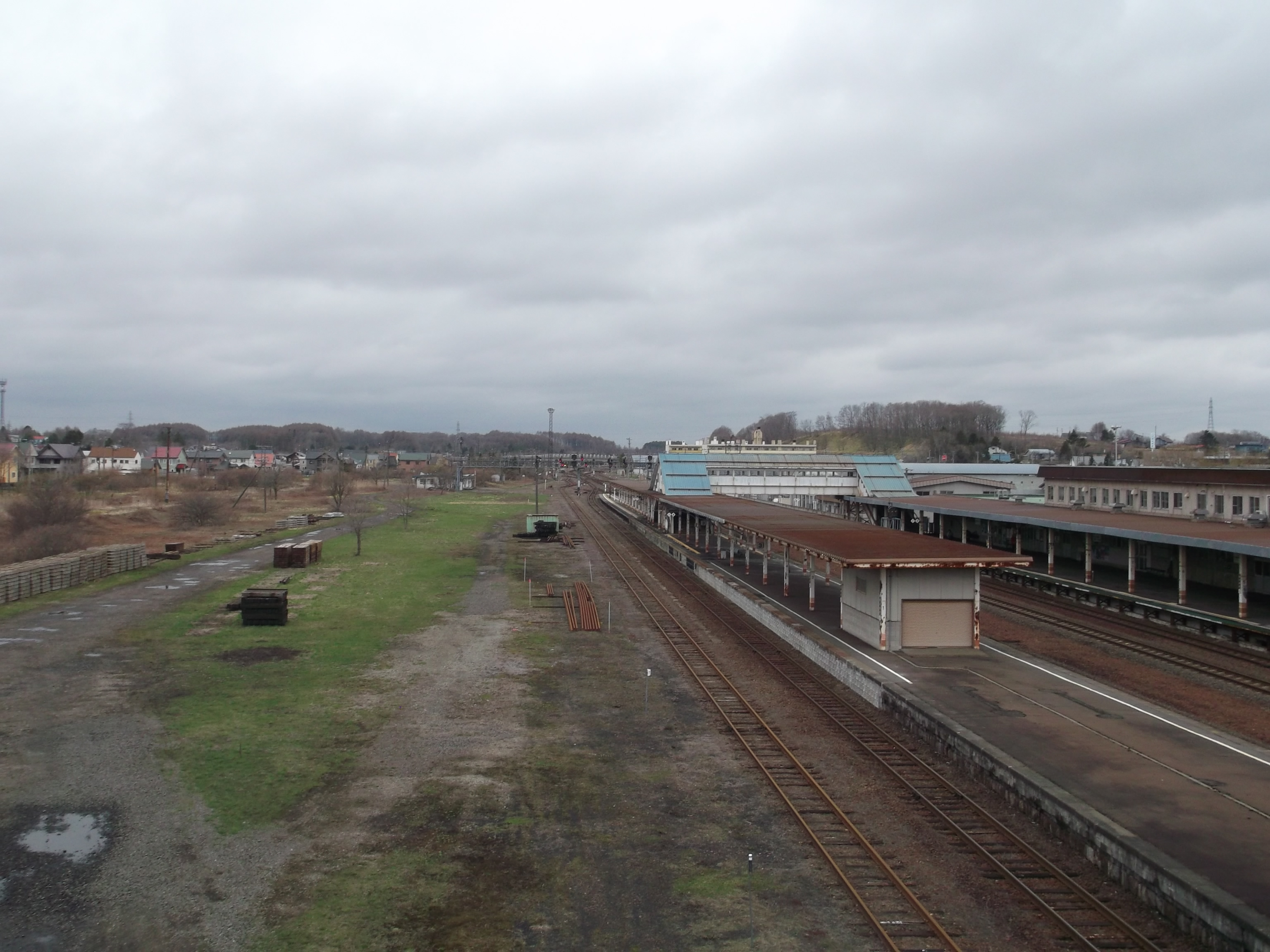
追分駅構内には機関区跡地の空き地が残る。（画像左手側、2013年撮影）

1892年（明治25年）の北海道炭礦鉄道の岩見沢駅 - 室蘭駅（初代）間開業と同時に、追分駅構内に「追分機関庫」が設置された。国有化ののち、1936年（昭和11年）に「追分機関区」に改称した。
追分は室蘭本線と夕張線（現・石勝線）の合流点にあり、古くから石炭輸送の大動脈の要衝であった。SLブーム以降は、形態のバラエティーに富んだ9600形に加え、ギースル・エジェクタ付きのD51形が集中配置されていたこと、単機での1000トン超え貨物列車の運用が多数あったこと、また、国鉄最後の蒸気機関車の「クラ」（車庫）となったことなどから、鉄道ファンの人気を集めた。
一方で、国鉄の動力近代化計画に抵抗する国鉄労働組合（国労）・国鉄動力車労働組合（動労）らの一大拠点ともなり、特に同計画により失職が予想された機関助士らが中心となり、1970年代前半には激しい労働紛争が常態化していた。実際それらの紛争が影響して、蒸気機関車の最終運転がいつでどの機関車が担当するのか、直前になるまで不明だったという。
D51形は1975年（昭和50年）12月24日、9600形は1976年（昭和51年）3月2日を最後に引退し、保存対象として扇形機関庫に入れられ手厚く保管されていたが、同年4月13日に火災が発生、後継として新製配置されたばかりの8両のディーゼル機関車、5両の蒸気機関車（D51形4両、9600形1両）もろとも被災した。しかし保存対象外だった機関車が数両残り、「安平町鉄道資料館」に保存されている。
その後、機関区には機関車の配置がなくなり「追分運転区」に改称し、運転拠点として残ったが、1992年（平成4年）には運転士が追分駅に編入、さらに、2005年（平成17年）には岩見沢運転所へ再編入され、ついに運転拠点としての使命も終えた。

## 機関区時代の配置車両
- 蒸気機関車
  - D50形
D51形の転入増備により、当区所属の多くがD60形に改造された（31 - 35・99・113・159・218・333）。
  - D51形
  - 9600形

- ディーゼル機関車
  - DE10形
  - DD51形

## 1976年4月13日の被災により焼失した車両
- 蒸気機関車（いずれも追分）
  - D51形 241・465・603・1086
  - 9600形 79602
    - D51 603は全焼を免れた模様で、先頭部がトロッコ嵯峨駅併設の「ジオラマ・京都・JAPAN」で展示保存されている。

- ディーゼル機関車
  - DE10形 1744（追分）
  - DD51形 682・683・684（追分）、1079・1103・1144・1169（岩見沢第二）
    - DD51 681・1166の2両のみが延焼前の搬出に成功、被災を回避した。この後転車台が停電して使用不可となったとされる。
    - DD51 1169は被災時点で、同型式中最も車齢が若い車（1975年9月24日入籍、1170号機の入籍は1977年6月1日）であり、実働6か月強の短命車であった。（除籍は他の被災車と同じ1976年8月4日）

## 配置車両に表示されていた略号
- 機関車：「追」 - 追分の「追」から構成される。

## 沿革
- 1892年（明治25年）8月1日 - 北海道炭礦鉄道追分機関庫として設置される。
- 1906年（明治39年）10月1日 - 国有化。
- 1907年（明治40年）4月1日 - 北海道鉄道局が発足し、同局追分機関庫となる。その後、夕張に駐泊所、苫小牧に分庫を設置。
- 1936年（昭和11年）9月1日 - 札幌鉄道局追分機関区に職制組織変更。夕張駐泊所、苫小牧支区存続。
- 1976年（昭和51年）
  - 3月31日 - 本区所属の休車中の蒸気機関車が廃車となり、国鉄の完全無煙化（梅小路の動態保存機を除く）が完了。
  - 4月13日 - 扇形機関庫で火災が発生し、保存対象の廃車体の機関車が被災。
- 1981年（昭和56年）10月1日 - 動力車無配置の乗務員区となる。
- 1987年（昭和62年）4月1日 - 国鉄分割民営化により北海道旅客鉄道に承継。 追分運転区に改称。
- 1988年（昭和63年）4月1日 - 苫小牧車掌区追分支区廃止に伴い、車掌業務を当区に移管。
- 1990年（平成2年）
  - 4月1日 - 追分運転所に改称。
  - 9月1日 - 岩見沢運転所追分派出所に改称。
- 1991年（平成3年）3月13日 - 石勝線普通列車ワンマン化により車掌業務廃止。
- 1992年（平成4年）7月1日 - 追分駅に編入。運転士は追分駅所属となる。
- 2005年（平成17年）3月 - 追分駅所属運転士を廃止。行路は岩見沢運転所に編入。これにより113年に渡って続いた運転拠点としての使命に幕を閉じた。